# Мехмед Решад бей
Мехмед Решад бей (на турски: Mehmed Reşad Bey) е османски офицер и чиновник.

## Биография
От април 1900 до януари 1903 година е валия на Косовския вилает в Скопие. От февруари 1903 до юни 1906 г. е валия на Трабзон. От февруари до юли 1907 година е валия на Одрин.